# Clase Icon
La Clase Icon (formalmente conocido como Proyecto Icon) es una clase planificada de cruceros que será operada por Royal Caribbean y que están siendo construidos por Meyer Turku en Turku, Finlandia. Royal Caribbean planea tener 4 barcos de clase Icon para el año 2030.
Esta clase de barcos planea tener los cruceros más grandes del mundo y ser la sucesora de la histórica clase Oasis que desde el 2009 hizo historia.

## Diseño
Los buques emplearán tecnología de pila de combustible, que serán suministrados por ABB Group, y estarán propulsados por gas natural licuado, con un arqueo bruto de 200.000 Toneladas. Los barcos contendrán otras características de energía alternativa, como el uso de celdas de combustible para producir electricidad y agua dulce. Tendrá una capacidad de 5.600 amarres.
En 2020, el director de proyectos e instalaciones del puerto de cruceros de Nassau dijo que las especificaciones de la clase Icon indican que sería más grande que los buques de la clase Oasis. Posteriormente, en mayo de 2022, Royal Caribbean confirmó que el Icon of the Seas sería más grande que la clase Oasis.

## Historial
El 10 de octubre de 2016, Royal Caribbean y Meyer Turku anunciaron un pedido para construir dos barcos bajo el nombre de proyecto "Icon". Está previsto que los dos primeros barcos se entreguen en los segundos trimestres de 2022 y 2024. Los barcos serán clasificados por DNV GL.
Royal Caribbean solicitó registrar una marca comercial para "Icon of the Seas" en 2016, que en ese momento se sugirió como una indicación del nombre del primer barco.
El 2 de julio de 2019, Royal Caribbean anunció un pedido de un tercer barco en la clase "Icon". Está previsto que el tercer barco se entregue en 2025, un año después del segundo barco "Icon".
El corte de acero para el Icon of the Seas comenzó el 14 de junio de 2021, y la quilla se colocó el 5 de abril de 2022.
Partes de los barcos fueron construidos en el astillero Neptun Werft en Alemania.
Keel laying.   

## Unidades
| Nombre                | Estado          | Entrada en servicio   | Tonelaje | Longitud          | Notas                       | Imagen |  |
| --------------------- | --------------- | --------------------- | -------- | ----------------- | --------------------------- | ------ |  |
| Icon of the Seas      | En servicio     | 1er trimestre de 2024 | 250.800  | 364.8m (1,196 ft) | Número de astillero NB-1400 |        |  |
| Star of the Seas      | En equipamiento | 31 de agosto de 2025  | 250.800  | 364.8m (1,196 ft) | Número de astillero NB-1401 |        |  |
| Legend of the Seas    | En construcción | 2º trimestre de 2026  | 250.800  | 364.8m (1,196 ft) |                             |        |  |
| Sin nombre confirmado | Ordenado        | 2027                  |          |                   | en construccion             |        |  |